# Chémery-les-Deux
Chémery-les-Deux è un comune francese di 475 abitanti situato nel dipartimento della Mosella nella regione del Grand Est.

## Società

### Evoluzione demografica
Abitanti censiti